# Pfarrkirche Mistelbach (Niederösterreich)

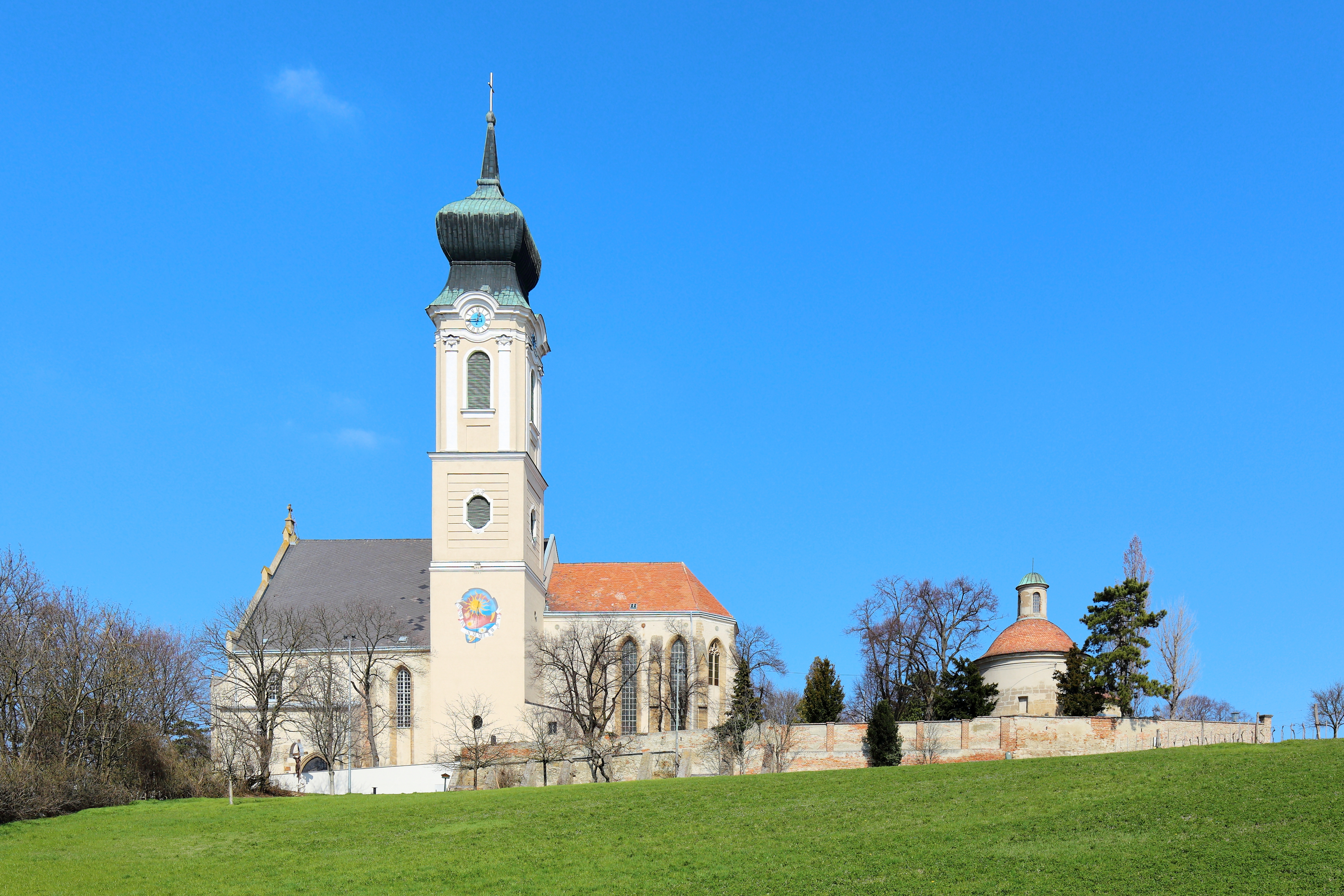
Katholische Pfarrkirche hl. Martin in Mistelbach

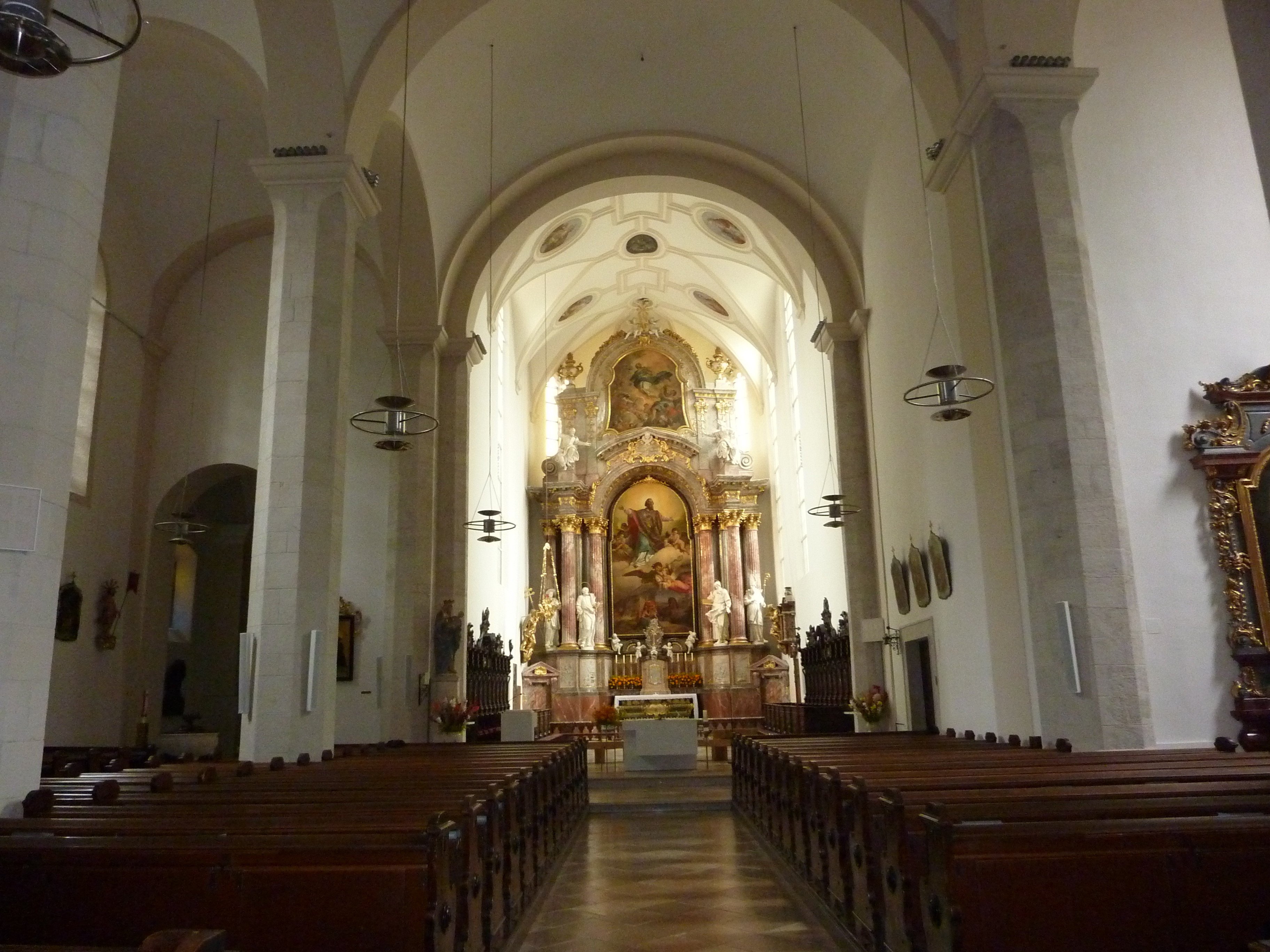
Mittelschiff, Blick zum Chor

Die römisch-katholische Pfarrkirche Mistelbach steht am östlichen Stadtrand weithin sichtbar dominierend auf dem Plateau des Kirchberges in der Stadtgemeinde Mistelbach im Bezirk Mistelbach in Niederösterreich. Die dem Patrozinium des Heiligen Martin von Tours unterstellte Pfarrkirche gehört zum Dekanat Mistelbach-Pirawarth im Vikariat Unter dem Manhartsberg der Erzdiözese Wien. Die ehemalige Wehrkirche steht unter Denkmalschutz (Listeneintrag).

## Geschichte
Die Pfarre wurde um 1050 gegründet und 1135 unter den 13 Eigenpfarren der Babenberger genannt. Mit der Niederlassung der Barnabiten 1632 bestanden Bestrebungen, die bis dahin landesfürstliche Pfarre zu übernehmen, die Übergabe erfolgte 1661 nach langwierigen Prozessen mit dem Bistum Passau.
Die Kirche wurde 1541 geweiht. 1639 erfolgte der Bau der Sebastianskapelle. Nach einem Brand erfolgte 1836 die Neuwölbung des Langhauses. Die Westfront wurde 1902 nach den Plänen des Baumeisters Julius Hermann neu gestaltet. 1958 wurde die Kirche restauriert, 1987 der Turm.

## Architektur
Die spätgotische dreischiffige Hallenkirche mit einem Langchor und einem dominierenden im Obergeschoß barockisierten Südturm ist im Osten und Nordosten von einem weitläufigen Friedhof umgeben, südlich sind Reste der mittelalterlichen wehrhaften Friedhofsmauer erhalten. Südöstlich im Friedhof steht die Kapelle der hl. Katharina als ehemaliger Karner. Der Kirchberg wird von der ehemaligen Kirchuntersiedlung im Südwesten (Wiedenviertel) durch zwei Treppenanlagen erschlossen, nördlich durch die Marktstiege (Bürgerstiege) und südwestlich durch die Pfarrstiege (Kollegienstiege) als Verbindung zum Pfarrhof Mistelbach (Barnabitenkolleg).

## Einrichtung
Der mächtige barocke Hochaltar aus 1735 als reichgegliedertes monumentales Retabel mit je drei freistehenden korinthischen Säulen auf jeder Seite auf einer hohen Sockelzone mit Opfergangsportalen hat ein stark profiliertes das Altarblatt rundbogig umfangendes Gebälk, er zeigt das Altarblatt Mantelspende des hl. Martin gemalt von Josef Plank 1880, und darüber im rundbogigen von Pilastern flankiertem Auszug das Bild Mariä Himmelfahrt gemalt von Johann Schirr 1735, vor den Freisäulen stehen die Figuren der Heiligen Karl Borromäus, Peter und Paul und Augustinus, am Gebälk Prophetenfiguren und in der Sockelzone Reliefs mit Szenen aus dem Leben des hl. Martin.
Einen hölzernen Krippenaltar schuf Gottfried Fuetsch 1963.
Die Orgel von Johann M. Kauffmann aus dem Jahr 1950 wurde 2003 durch eine Orgel von Martin Pflüger ersetzt. Seit 2013 verfügt die Kantorei St. Martin über eine neue Orgel der Firma Pflüger.

## Grabdenkmäler
Außen an der südlichen Langhauswand
- Rotmarmorne Grabplatte des Bäckers Niklas Haiperg und seiner Frau Agnes 1512 und 1520 mit der Reliefdarstellung Weckerl und Brezel.

Im Chor
- Rotmarmornes Epitaph zu Paul Pörsius mit Reliefdarstellung des Verstorbenen in Säulenädikula und Wappen 1634.
- Rotmarmorne Grabplatte zu Pfarrer Johann Lambert Baltz und seiner Mutter, mit reliefiertem Porträts der Verstorbenen 1600 und 1602.
- Grabplatte des Pfarrers Adam Berndt mit Wappenkartusche 1624.
- Rotmarmornes Epitaph zu Thomas Stern 1596 mit Relief des Verstorbenen vor dem Kruzifix.

In der Sebastianskapelle
- Gedenkstein für den Stifter Paulus Pörsius mit Wappenkartusche 1639.